# Берзевици, Альберт
Альберт Берзевици фон Бержевич-Какашломниц (венг. Albert Berzeviczy de Berzevicze et Kakaslomnicz ; 7 июня 1853, Брезовица Австро-Венгрия (ныне района Сабинов, Прешовский край, Словакии) — 22 марта 1936, Будапешт Венгрия) — венгерский политик, государственный и общественный деятель, историк культуры. Министр по делам религии и образования Венгрии (с 3 ноября 1903 по 18 июня 1905). Председатель Палаты представителей парламента Венгрии (1910—1911). Президент Венгерского олимпийского комитета (1895—1904).
Член Венгерской академии наук (с 1903), президент академии (1905—1936).

## Биография
Образование получил в юридической академии Кошице и Будапештском университете. В 1924 году получил докторскую степень. Занимался преподавательской деятельностью в Чонграде. Читал лекции по политологии, экономике и истории права.
Член Либеральной партия Транслейтании. С октября 1884 года работал советником министра Министерства религии и народного образования. В 1885 году побывал в Норвегии, где изучал опыт работы университетов. С мая 1886 года служил государственным секретарём. С 1895 по 1898 год занимал пост заместителя председателя Палаты представителей парламента Венгрии. В 1903—1905 годах — министр по делам религии и образования.
После поражения Либеральной партии, которая контролировала Венгрию с 1875 года, Берзевици присоединился к новообразованному Национальному клубу. По его предложению новая партия была переименована в Национальную партию труда.
В 1895—1904 гг. возглавлял Венгерский олимпийский комитет.
С 1932 года до смерти был президентом Венгерского ПЕН-клуба. В 1923—1936 годах — президент литературного общества им. Кароя Кишфалуди. Был членом Академии наук в Вене и Берлине, а также членом-корреспондентом Accademia Pontaniana в Неаполе.
Член Венгерской академии наук (с 1903), президент академии (1905—1936).
Автор 48 изданий (и соавтор ещё трёх).

## Избранные публикации
- A középső Felvidék szerepe tudományosságunk történetében. Budapest 1901
- Beszédek és tanulmányok. Budapest 1905
- A Cinquecento festészete és szobrászata. Budapest 1906
- Gróf Széchenyi István. Budapest 1907
- Régi emlékek 1853—1870. Bp, 1907.
- Beatrix királyné (1458—1508). Budapest 1908
- Aragoniai Beatrix Magyar Királyné életére vonatkozó okiratok. Budapest, 1914
- A tájképfestés a XVII. században. Budapest 1910
- Válogatott beszédek. Budapest 1912
- A Magyar Tudományos Akadémia ünnepi ülése egykori másodelnöke Kautz Gyula születésének századik évfordulója alkalmából 1929. november 25-én, Földes Bélával, Budapest, 1929
- A Berthelot Marcellin k. t. születésének századik évfordulója alkalmából a M. Tud. Akadémiában tartott elnöki megnyitóbeszéd és ünnepi előadások, Ilosvay Lajossal és Zemplén Gézával, Budapest, 1929
- A Magyar Tudományos Akadémia ünnepi közülése 1930 május 11-én, Apponyi Alberttel, Budapest, 1930
- A Magyar Tudományos Akadémia ünnepi ülése Kazinczy Ferenc halálának századik évfordulója alkalmából 1931. október 18-án, Budapest, 1931
- A Magyar Tudományos Akadémia ünnepi ülése Baksay Sándor tiszteleti tag születésének századik évfordulója alkalmából 1932. május 30-án, Ravasz Lászlóval, Budapest, 1932
- Az absolutismus kora Magyarországon, 1849—1865, Budapest, 1937